# المنطقة المتاخمة

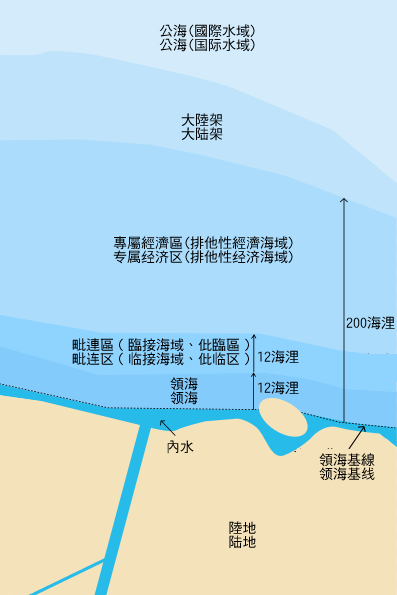
المناطق البحرية في الحقوق الدولية

المنطقة المتاخمة هي منطقة من أعالي البحار، تجاور مباشرة البحر الإقليمي للدولة الشاطئية، وتباشر عليها بعض الاختصاصات في الشئون الاقتصادية والمالية والجمركية والصحية، كما يكون للدولة ممارسة بعض السلطات عليها من أجل المحافظة على أمنها وعلى حيادها في حالة الحرب.

## المنطقة المتاخمة في إلغائه والعمل الدوليين
لقد سلم الفقه الدولي بصفة عامة بمبدأ المنطقة المتاخمة كنتيجة حتمية للحاجة إلى حماية المصالح المادية والجمركية للدول البحرية، ومن ثم فإن المنطقة المتاخمة أصبحت نظاماً من أنظمة القانون الدولي العرفي قبل أن تدخل دائرة القانون الوضعي بتوقيع اتفاقية البحر الإقليمي والمنطقة المتاخمة.
ولقد أقرت المادة 1/24 من اتفاقية جنيف سنة 1958 فكرة المنطقة المتاخمة وأوردت مسألة مراقبة الهجرة من ضمن المسائل التي يمكن للدولة الساحلية حمايتها في هذه المنطقة ، وأضافت الاتفاقية أنه لا يجوز أن تمتد هذه المنطقة إلى أثر من 12 ميلا بحريا وراء البحر الإقليمي.

## المنطقة المتاخمة في اتفاقية الأمم المتحدة لعام 1982
ترى بعض الدول أن وجود المنطقة الاقتصادية الخالص يعني عن وجود المنطقة المتاخمة ولكن في الحقيقة لا يمكن أن تكون المنطقة الاقتصادية بديلاً كاملاً لفكرة المنطقة المتاخمة من حيث النطاق الكافي إلا أنه تبقى هناك دائماً وظائف تؤديها المنطقة المتاخمة وتقصر المنطقة الاقتصادية على مجرد حقوق رقابة على بعض المسائل التي تتعلق بأمن وسلامة الدولة الساحلية .
وتجدر الإشارة إلى أنه حين كانت اتفاقية 1958 تقرر تطبيق قاعدة خط الوسط في حالة التقابل أو التجاور بين سواحل دولتين عند عدم وجود مساحات مائية تكفي لحصول دولة على منطقة ملاصقة كاملة ، فإن الاتفاقية الجديدة لم تشر إلى ذلك إطلاقا ، وعل ذلك يرجع إلى أن المنطقة الملاصقة هي من حيث نطاقها المكاني جزء من المنطقة الاقتصادية ومن ثم يسري عليها ما يسري على المنطقة الاقتصادية بشأن التحديد في حالة التقابل أو التجاور بين دولتين ساحليتين.
ولقد تضمنت اتفاقية 1982 حكماً جديداً يخول الدولة الساحلية في المنطقة الملاصقة بغية السيطرة على الاتجار بالأشياء ذات الطابع الأثري والتاريخي حق اقتراض أن من شأن انتشال هذه الأشياء من قاع البحر في هذه المنطقة، دون مرافقتها، خرق القوانين والأنظمة الجمركية أو الضريبية أو المتعلقة بالهجرة أو الصحة داخل إقليمها.